# Cyril Savy
Pour les articles homonymes, voir Savy.
Pas d'image ? Cliquez ici

a Compétitions nationales et continentales officielles uniquement.

Cyril Savy, né le 11 juillet 1968 à Rodez, est un joueur français de rugby à XV qui évolue au poste d'arrière.

## Biographie
Cyril Savy débute à l'école de rugby du LSA XV puis il a rejoint le stade ruthennois en juniors.
Avec ce club, il dispute une première saison en Groupe A en championnat de France 1990-1991.
Ensuite il rejoint le FC Grenoble en 1991 où il fait notamment partie de l'équipe des « Mammouths de Grenoble » et se voit privé du titre de champion de France en 1993, défait 14 à 11 par le Castres olympique dans des conditions rocambolesques.
Il est le buteur du club grenoblois cette année-là.
Puis, il part jouer avec le Castres olympique avec qui il arrive en finale du championnat de France en 1995 face au Stade toulousain.
Il arrête sa carrière sous les couleurs du Racing Club de France en 1999 avec l'avènement du professionnalisme et se consacre à son métier de pharmacien dans l'industrie pharmaceutique.

## Tee
Cyril Savy est le premier joueur à utiliser un tee en France avec le FC Grenoble en 1993.
Il avait remarqué sur les autoroutes les plots qui balisaient les travaux.
Il pensa qu'avec un peu de découpage, leur forme conique pouvait parfaitement convenir pour allonger son coup de pied.
L’arrière grenoblois possédait un des plus longs coups de pied du championnat.
Il confectionna alors une ébauche de tee et s’entraîna avec pendant les phases finales 1993.
En demi-finale à la dernière minute de jeu où le FC Grenoble affronte le SU Agen, il arrache une prolongation après avoir réussi un but de 60 m.
Son club en sort vainqueur avant de se voir priver d'un titre de champion de France sur une erreur d'arbitrage contre le Castres olympique.
Il sera ensuite un des buteurs les plus réguliers du championnat poussant même sur le banc Laurent Labit, pourtant meilleur réalisateur en 1993.

## Palmarès
Avec le FC Grenoble
- Championnat de France de première division :
  - Vice-champion (1) : 1993[8]
  - Demi-finaliste (2) : 1992 et 1994

Avec le Castres olympique
- Championnat de France de première division :
  - Vice-champion (1) : 1995
- Challenge européen :
  - Finaliste (1) : 1997[9]